# 日野弘資
日野弘資（ひの ひろすけ、元和3年1月29日（1617年3月6日） - 貞享4年8月29日（1687年10月5日））は、江戸時代前期の公卿。

## 官歴
- 元和7年（1621年）：従五位上、侍従
- 寛永4年（1627年）：正五位下
- 寛永9年（1632年）：権右少弁、蔵人
- 寛永10年（1633年）：正五位上
- 寛永12年（1635年）：右少弁
- 寛永14年（1637年）：左少弁
- 寛永17年（1640年）：従四位下
- 寛永18年（1641年）：正四位下、右中弁
- 寛永19年（1642年）：左中弁、蔵人頭、正四位上
- 寛永20年（1643年）：参議、右大弁、従三位
- 正保元年（1644年）：左大弁、踏歌節会外弁
- 慶安元年（1648年）：正三位
- 承応元年（1652年）：権中納言
- 明暦元年（1655年）：従二位
- 明暦2年（1656年）：権大納言
- 万治元年（1659年）：神宮伝奏
- 万治3年（1661年）：正二位
- 寛文10年（1670年）：武家伝奏

## 系譜
- 父：日野光慶
- 母：加藤嘉明の娘
- 子：日野資茂
- 子：外山光顕
- 子：豊岡有尚
- 子：豊岡弘昌
- 子：日野輝光
- 養女：清心院